# Circ romà de Mèrida
El circ romà de Mèrida és un antic recinte per carreres de carros que van construir els romans en la colònia romana d'Augusta Emèrita —actual Mèrida— a principis del segle i, poques dècades després de la fundació de la ciutat. Erigit extramurs de la ciutat i amb una planta ovalada d'uns 440 m de longitud per 115 m d'ample, aquest circ va ser un dels més importants de tot l'Imperi Romà. Amb l'oficialització del cristianisme al segle iv va començar el declivi dels espectacles en el circ, però es creu que va estar en ús fins al segle vi. Després de molts segles d'abandó, de l'edifici es conserven unes poques ruïnes que tan sols deixen endevinar les seves dimensions, encara que és un dels pocs recintes d'aquest tipus que es poden contemplar en tota la seva planta. Des de 1993, el circ és Patrimoni de la Humanitat segons la UNESCO com a part del Conjunt arqueològic de Mèrida.

## Història

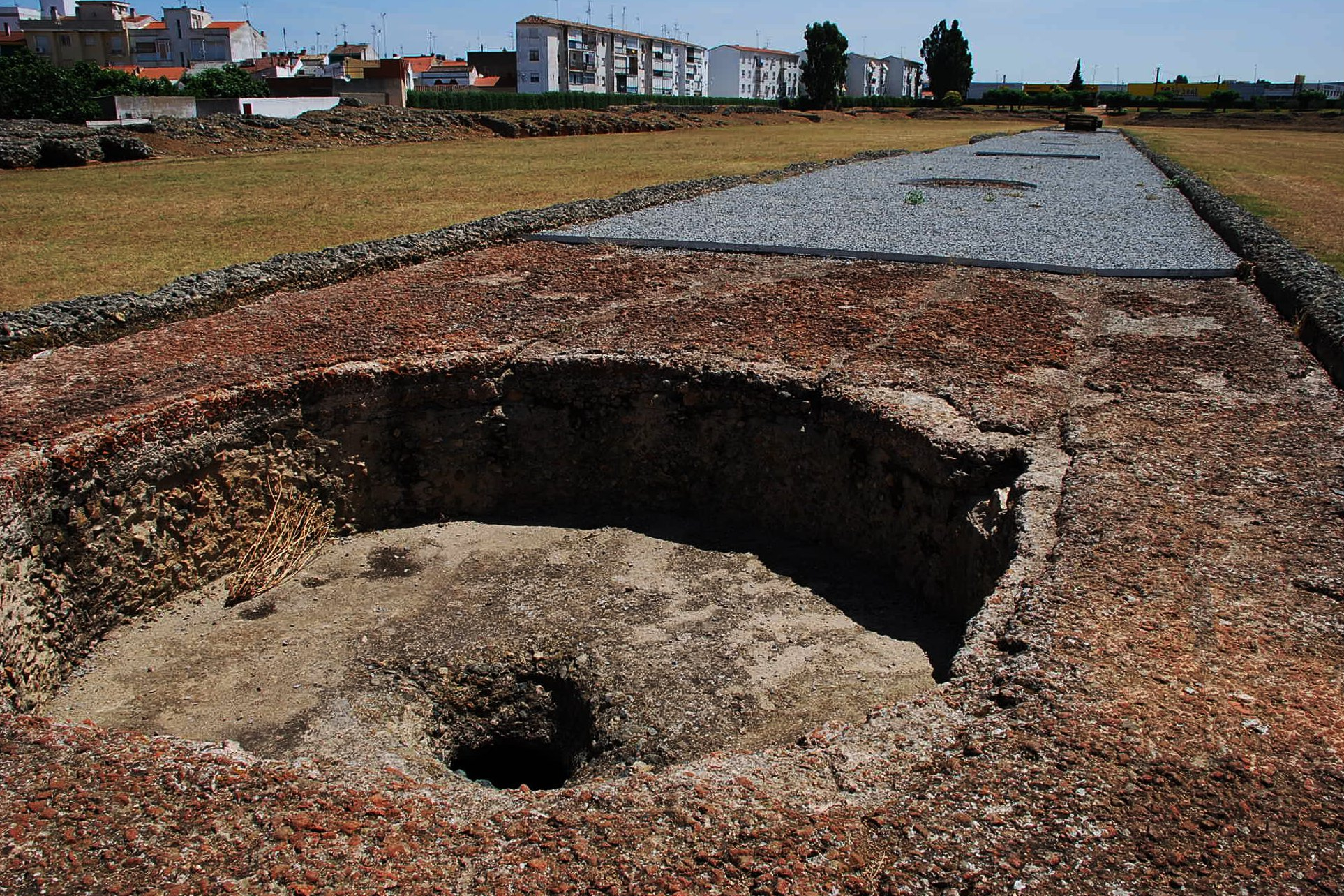
La spina del circ de Mèrida

Les carreres que es desenvolupaven en el circ, juntament amb els espectacles de l'amfiteatre, eren els dos tipus d'espectacles que més agradaven al poble romà. Amb freqüència dits espectacles els finançaven personatges adinerats pertanyents a la classe dirigent per commemorar algun esdeveniment o amb finalitats electorals o propagandístics.
Aquest circ és el major edifici que van aixecar els romans per a espectacles públics en la colònia d'Augusta Emèrita, per la seva extensió i capacitat d'espectadors, i un dels més importants de tot l'Imperi. A més és un dels pocs circs romans que encara avui poden contemplar-se en tota la seva planta. Per la magnitud de les seves proporcions es va aixecar extramurs de la ciutat, a uns 400 metres de distància de l'altre gran complex d'edificacions per a espectacles de la colònia, el format pel teatre i l'amfiteatre. L'edifici aprofita en part un suau pendent del terreny i el fàcil accés que li proporciona la propera calçada que sortia de la ciutat en direcció a Corduba i Toletum. La seva construcció va haver d'iniciar-se a principis del segle i, durant l'època de Tiberi, molt poques dècades després de la fundació de la ciutat.
És molt possible que amb la implantació oficial de la religió cristiana en tot l'Imperi Romà comencés el declivi dels espectacles en el circ. Encara que els concilis d'Elvira i Arlès, celebrats al començament del segle iv, prohibien expressament les professions d'aurigues i còmics, també s'ha documentat, per una inscripció trobada al costat de les carceres, la reforma que es va efectuar en el circ per evitar la seva ensulsiada en temps d'un dels fills de l'emperador Constantí I, entre 337 i 340. En aquesta inscripció a més s'aclareix que es va omplir d'aigua, potser per celebrar els simulacres de combats navals anomenats naumàquies, qüestió que no creuen possible molts investigadors.
No es coneix l'època exacta fins a la qual es va utilitzar el circ d'Augusta Emèrita, potser fins al segle vi, època en què es data la defunció de l'auriga Sabinià segons la seva làpida sepulcral en la basílica de Casa Herrera. La passió per aquest tipus d'espectacles va quedar reflectida en abundants obres d'art pictòriques, escultòriques, ceràmiques, musivàries o d'orfebreria, en les quals veiem als aurigues celebrant amb el palmell de la victòria, als seus carros i als seus cavalls, alguns amb els seus noms propis. Entre tots els aurigues va destacar el lusità Cayo Apuleyo Diocles, que va ser el millor conductor de carros de tota la història de l'Antiga Roma i segurament comencés la seva carrera en el circ de Mèrida.

## Descripció
La seva enorme planta mesura uns 440 m de llarg per 115 m d'ample i respon al model comú d'aquest tipus d'obres romanes, amb una forma d'oval allargat orientat d'est a oest i compost per dos costats majors paral·lels i dos menors, un que es tanca en semicercle i un altre que ho fa en una línia més recta corbada en els seus extrems. La façana es trobava en el seu extrem oest, el menys corb, i en el seu moment va estar recoberta de granit i realçada amb una decoració a força de pilastres adossades del mateix material.
Les graderies tenien capacitat per uns 30 000 espectadors, és a dir, la pràctica totalitat dels habitants de la ciutat en època imperial, i estaven distribuïdes de forma clàssica en tres sectors: ima, media i summa cavea. Les graderies s'aixecaven sobre un alt podi en els seus dos costats majors, aprofitant el pendent del terreny en la seva secció sud i elevat damunt de voltes en la secció nord. Al segle xix el francès Alexandre de Laborde va arribar a distingir onze files de graderies, encara que en l'actualitat la seva avançada deterioració, producte en gran part del saqueig secular de les seves pedres, fa molt difícil endevinar el seu nombre original. En els llocs més destacats i amb millor visibilitat se situaven les tribunes per a autoritats i jutges.
L'arena, amb uns 30 000 m² de superfície, era la pista de carreres. Queda dividida en dues meitats per la spina, una plataforma d'una longitud de 240 m i una amplària de 8,5 m entorn de la qual donaven tornades els carros tirats per dos cavalls —bigues— o per quatre —quadrigues. Cada prova constava generalment de set voltes i les metes se situaven en els vèrtexs de la spina. Era en aquesta spina on es concentrava la decoració del conjunt a força d'escultures i obeliscos, però d'ells a l'edifici de Mèrida no queden més que els seus fonaments.
En el centre d'un dels costats menors, el de l'oest, es trobava la porta pompae, lloc de sortida de les processons prèvies a les carreres en les quals intervenien músics, sacerdots, imatges religioses i els mateixos aurigues que anaven a competir aquest dia. A banda i banda d'aquesta porta es distribuïen les carceres, les cotxeres dels carros, que en aquest circ eren dotze, sis a cada costat, i que estaven separades per pilars quadrangulars.